# Godzilla x Kong: Un nou imperiu
Godzilla x Kong: Un nou imperiu (titlu original: Godzilla x Kong: The New Empire) este un film cu monștri american lansat în 2024. Pelicula este regizată de Adam Wingard și este continuarea filmului Godzilla vs. Kong din 2021. Produs de Legendary Pictures, este al cincilea film din franciza MonsterVerse, al 38-lea film din franciza Godzilla și al 13-lea film din franciza King Kong.
În rolurile principale sunt actorii Rebecca Hall, Brian Tyree Henry, Dan Stevens, Kaylee Hottle, Alex Ferns și Fala Chen. Hall, Henry și Hottle își reiau rolurile din precedentul film al francizei.

## Rezumat
După înfrângerea lui Mechagodzilla din filmul anterior, Kong își stabilește teritoriul în Pământul gol proaspăt descoperit. În timp ce se află pe suprafața Pământului, Godzilla continuă să mențină ordinea între umanitate și monștrii uriași, cunoscuți sub numele de „Titani”, învingându-l pe Scila la Roma și odihnindu-se mai târziu în Colosseum-ul Roman.
Un post de observare Monarch staționat în Pământul gol captează un semnal neidentificat. La suprafață, semnalul o determină pe Jia, ultimul membru al tribului Iwi, să experimenteze halucinații și flashback-uri, îngrijorându-i pe ea și pe Dr. Ilene Andrews, mama adoptivă a lui Jia și care acum locuiește lângă un portal către Pământul Gol, în Barbados. Godzilla, care de asemenea simte semnalul, părăsește Italia, atacă o centrală nucleară din Franța pentru a absorbi radiația și călătorește în Arctica; Monarch crede că Godzilla devine din ce în ce mai puternic pentru a face față unei amenințări iminente. În Miami, dr. Andrews cere ajutorul lui Bernie Hayes, pe care l-a întâlnit în timpul atacului Mechagodzillei din Hong Kong.
Când o dolină se deschide lângă casa lui, Kong descoperă o regiune neexplorată și un trib de maimuțe uriașe, inclusiv un adolescent, Suko. După o confruntare inițială, Kong îl forțează pe Suko să-l ghideze spre bârlogul tribului și cei doi se apropie în timpul călătoriei. Liderul tiranic al tribului, regele Skar, luptă și îl rănește pe Kong cu ajutorul unui vechi titan de gheață, Shimo, pe care regele Skar îl controlează dureros folosind un cristal.
Andrews și Jia, împreună cu Trapper și podcasterul Bernie Hayes, călătoresc spre Pământul Gol pentru a localiza sursa semnalului și pentru a găsi avanpostul Monarch distrus. Pe măsură ce grupul progresează, ei descoperă o secțiune subterană neexplorată care găzduiește membrii rămași ai tribului Iwi, un grup de oameni care comunică telepatic între ei și din care Jia este descendentă. Inspectând unele ruine, ei presupun că semnalul a fost un apel telepatic de primejdie trimis de iwi.
În timp ce o urmărește pe Jia socialând cu iwi, Andrews îi exprimă lui Trapper temerile că Jia ar putea alege să rămână cu oamenii ei și ar trebui să accepte acest lucru. În interiorul unui templu, Andrews descoperă o profeție: cu mult timp în urmă, Regele Skar a încercat să preia lumea de la suprafață, purtând război împotriva speciei lui Godzilla în acest proces; Godzilla a reușit să-l blocheze pe el și pe tribul lui adânc în Pământul Gol. Profeția afirmă, de asemenea, că Jia ar fi cheia retrezirii lui Mothra. Kong, simțind-o pe Jia, localizează templul și Trapper îi pune o mănușă de luptă protetică prototip pentru a-și vindeca rănile.
Godzilla învinge monstrul Tiamat în Arctica pentru a absorbi radiația din bârlogul său. După ce a trecut prin Cádiz și Gibraltar, Godzilla se confruntă cu Kong la Cairo. Kong o doboară pe Godzilla, dar Godzilla se ridică, îl atacă pe Kong din spate, iar când reușește să-l supună, Mothra intervine pentru a-l convinge să-l ajute pe Kong. Godzilla, Kong și Mothra se luptă cu Regele Skar, tribul său și Shimo în Pământul Gol. Lupta lor îi duce la Rio de Janeiro, unde Shimo începe să inducă o a doua epocă de gheață la ordinul regelui Skar. Facțiunile sunt la egalitate până când Suko distruge cristalul folosit pentru a îl controla pe Shimo. În cele din urmă eliberat, Shimo îl îngheață pe Regele Skar în timp ce Kong îi sfâșie corpul înghețat.
După bătălie, Godzilla se întoarce să se odihnească în Colosseum; Mothra restabilește bariera de protecție către casa Iwi; Kong, împreună cu Shimo și Suko, se întoarce în Pământul Gol, unde Kong devine noul lider al tribului. Jia atenuează temerile lui Andrews alegând să rămână cu mama ei adoptivă.

## Distribuția
- Rebecca Hall în rolul Dr. Ilene Andrews
- Brian Tyree Henry în rolul Bernie Hayes
- Dan Stevens în rolul Trapper[6]
- Kaylee Hottle în rolul Jia
- Alex Ferns în rolul Mikael
- Fala Chen în rolul Regina Iwi
- Rachel House în rolul Hampton
- Ron Smyck în rolul Harris
- Chantelle Jamiesson în rolul Jayne
- Greg Hatton în rolul Lewis
- Kevin Copeland în rolul comandatul submarinului
- Tess Dobré în rolul ofițer pe submarin
- Tim Carroll în rolul Wilcox

## Producția
După ce Godzilla vs. Kong a devenit un succes de box office și streaming în timpul pandemiei de COVID-19, încasând 470 de milioane de dolari la nivel mondial, cu un prag de rentabilitate de 330 de milioane de dolari și devenind cel mai piratat film din 2021, Legendary Pictures a hotărât să continue MonsterVerse și a deschis discuțiile cu Adam Wingard pentru a regiza alte filme. În martie 2022, ziarul australian „The Courier Mail” a raportat planuri de a filma continuarea filmului Godzilla vs. Kong în Queensland, ceea ce a fost confirmat în curând de Ministrul australian al comunicațiilor, infrastructurii urbane, orașelor și artelor Paul Fletcher. Warner Bros. și Legendary Pictures au confirmat, de asemenea, revenirea lui Wingard pe scaunul de regizor și participarea lui Dan Stevens în rolul principal. Pe 19 aprilie 2023, Legendary Pictures a lansat un teaser care arată titlul Godzilla x Kong: The New Empire.

## Box office
În Statele Unite și Canada, filmul a avut inițial o proiecție de încasări de 50–55 de milioane de dolari din 3.850 de cinematografe în weekendul său de deschidere, și încă 80–90 de milioane de dolari din 63 de teritorii internaționale. După ce a câștigat 37 de milioane de dolari în prima zi, inclusiv 10 milioane de dolari din previzualizările de joi, cel mai bun total pentru un film MonsterVerse, estimările au fost ridicate la 75 de milioane de dolari în weekendul intern. A debutat la 80 de milioane de dolari, ajungând în fruntea box office-ului și devenind al doilea cel mai bun weekend de deschidere al seriei și al cincilea cel mai bun weekend de Paște din toate timpurile.
În România, filmul a debutat pe primul loc în box office-ul de weekend, cu încasări de 1,2 milioane de lei, fiind văzut în cinematografe de 37.477 de spectatori.